# Ahrensberg (Habichtswald)
Der Ahrensberg ist ein rund 570 m ü. NHN hoher Westausläufer des Hohen Gras (614,8 m) im Hohen Habichtswald, einem Teil des Habichtswälder Berglands. Er liegt nahe Ehlen im nordhessischen Landkreis Kassel (Deutschland).

## Geographische Lage
Der Ahrensberg erhebt sich im Naturpark Habichtswald. Sein Gipfel liegt im Gebiet der im Landkreis Kassel gelegenen Gemeinde Habichtswald, 2,7 km südöstlich von deren Ortsteil Ehlen, 2,5 km nördlich des Schauenburger Ortsteils Hoof und 1,1 km (jeweils Luftlinie) westlich des Hohen Gras; zwischen Letzterem und dem Ahrensberg befindet sich der Uhlenstein.
Südlich unterhalb des Ahrensberg-Plateaus entspringt die „Vordere Bauna“, der rechte bzw. nordwestliche Quellbach des Fulda-Zuflusses Bauna. An dieser Quelle, der „Baunaquelle“, beginnt der Baunapfad.
Auf und am bewaldeten Ahrensberg befindet sich ein Teil des ehemaligen Standortübungsplatzes Ehlen unter anderem mit Schießstand.

## Naturräumliche Zuordnung
Das Ahrensberg gehört in der naturräumlichen Haupteinheitengruppe Westhessisches Berg- und Senkenland (Nr. 34), in der Haupteinheit Habichtswälder Bergland (342) und in der Untereinheit Hoher Habichtswald und Langenberg (342.0) zum Naturraum Hoher Habichtswald (342.00). Nach Süden fällt die Landschaft in den Naturraum Hoofer Pforte (342.01) ab und nach Westen in den zur Untereinheit Habichtswälder Senke (342.1) zählenden Naturraum Zierenberger Grund (342.11).

## Wasserscheide
Über den Ahrensberg verläuft mit der Diemel-Fulda-Wasserscheide ein Abschnitt der recht langgestreckten Diemel-Eder/Fulda/Weser-Wasserscheide: Das Wasser aller Bäche, die vom Berg in westliche Richtungen fließen, erreicht durch die Warme und Diemel die Weser; dem entgegen gelangt jenes der Bauna, die vom Ahrensberg in überwiegend südöstliche Richtung fließt, in die Fulda und danach in die Weser.